# Dragan Đokanović

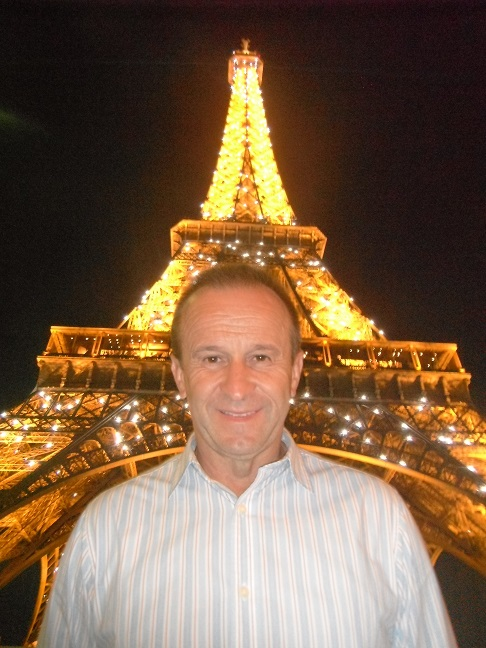
Dragan Djokanovic à Paris (2016)

Dragan Đokanović est un médecin et homme politique de Bosnie-Herzégovine, né le 20 avril 1958 à Sarajevo. Spécialiste en pédiatrie; il travaille au service de néonatologie du CHU de Sarajevo. Il est le fondateur et président de Parti démocratique des fédéralistes (serbe : Demokratska stranka federalista, cyrillique : Демократска Странка Федералиста),.

## Biographie
Il est scolarisé et fait ses études de médecine ainsi que sa spécialité en pédiatrie à Sarajevo. Il enchaîne ensuite deux postgraduations à la faculté de Médecine de Sarajevo (médecine clinique et médecine sociale - organisation de la protection sanitaire).

## Activités sportives
Gymnaste, formé à Sarajevo et en Hongrie, il est à plusieurs reprises vainqueur des championnats juniors et seniors de Bosnie-Herzégovine. Il est sacré champion de Yougoslavie des jeunes sur barres parallèles au championnat national de gymnastique à Novo Mesto en 1975. En 1976, à Fermo en Italie,  il participe en tant que membre de la représentation nationale des jeunes de Yougoslavie  à la rencontre Italie / Yougoslavie. En 1981, lors des compétitions des seniors pour la coupe de Yougoslavie à Trbovlje, il est classé deuxième au classement général  et obtient en plus 4 médailles aux exercices sur agrès . La même année, il participe en tant que membre de la représentation nationale de Yougoslavie au tournoi international  "Zlatni Pjasci" à Varna, en Bulgarie. En 1981 il est nommé comme l'un des meilleurs athlètes de Bosnie-Herzégovine.
A Sarajevo a été fondé un club de gymnastique « Dragan Đokanović ».

## Activités politiques
Le 2 mai 1990, il crée le parti démocratique des fédéraux qui a pour objectif de conserver l'égalité des trois peuples constitutifs de Bosnie-Herzégovine et la position égalitaire de la Bosnie-Herzégovine au sein de la Yougoslavie, comme affirmation d'une idée européenne. 
Il découvre en Suisse, lors de son séjour à Berne, le fédéralisme démocratique comme modèle organisationnel des états multinationaux et comme axe principal du parti.
Le P.D.F participe aux premières élections multipartites de Bosnie-Herzégovine ainsi qu'aux élections organisées par l'OSCE en 1996. Il est l'un des signataires de la déclaration de proclamation de la république du peuple serbe de Bosnie-Herzégovine, appelée alors République Serbe de Bosnie-Herzégovine.  Il crée aussi  en 2003 le parti démocratique des fédéralistes pour la Serbie avec comme objectif l'entrée de tout le peuple serbe dans l'Union européenne. 
Đokanović forme en 1993, au sein du gouvernement de la République Serbe, le Ministère des combattants, des invalides et des victimes civiles de guerre. Durant la guerre en Bosnie-Herzégovine, il soulève à la présidence et à l'Assemblée Nationale de la Republika Srpska,  la question des crimes de guerre et du génocide,. Il témoigne sur ce point devant le TPI du  14 au 18 mars 2005 et en novembre 2009,. et 2009,,.

## Les candidatures
En 1992, Dragan Đokanović a été le premier commissaire de la présidence de la Republika Srpska de Bosnie-Herzégovine présidée par Radovan Karadžić qui, lui-même prônait les idées de Đokanović durant l'année 1991. 
En 1996 Đokanović est candidat pour la présidence de la Republika Srpska en tant qu'opposant à la gouvernance de Radovan Karadžić. Il est aussi  candidat à la présidence de la Republika Srpska lors des élections anticipées de 2007, en tant qu'opposant au pouvoir de Milorad Dodik. 

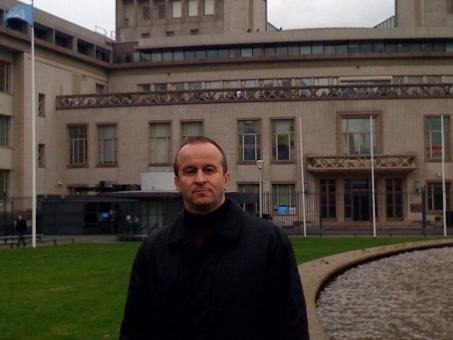
Dragan Đokanović devant le Tribunal pénal international pour l'ex-Yougoslavie, à La Haye